# Lago Summit
Il lago Summit (Summit Lake in inglese) è un lago nel Census Area di Valdez-Cordova (Alaska, Stati Uniti) a pochi chilometri a nord da Paxson lungo l'autostrada Richardson (Richardson Highway).

## Geografia fisica

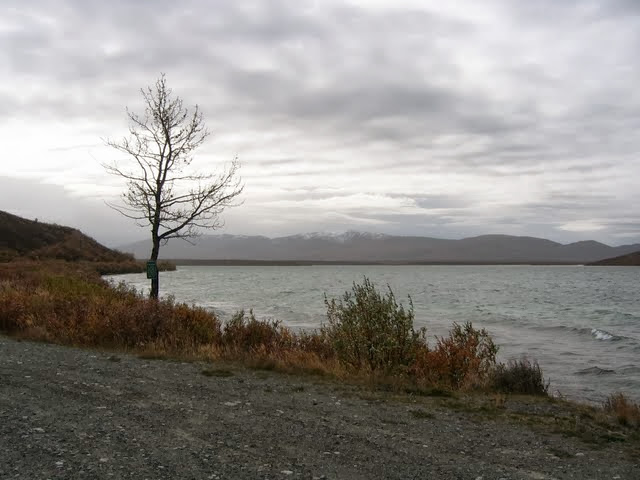
"Litorale del Lago di Summit, appena fuori dall'autostrada Richardson"

Il lago Summit si trova sopra il limite superiore degli alberi sul versante meridionale della catena dell'Alaska (Alaska Range) tra il miglio 192 e 196 dell'autostrada Richardson a circa 320 chilometri dalla città costiera di Valdez e a 290 chilometri da Fairbanks. È posizionato nell'angolo nord-est del Census-designated place di Paxson. 
Si tratta di un lago naturale che fa parte del bacino del fiume Copper (Copper River Basin). Riceve l'acqua dal torrente Gunn (Gunn Creek) che si forma dal ghiacciaio Gulkana (Gulkana Glacier), mentre la scarica nel fiume Gulkana immissario del fiume Copper (Copper River) circa 100 km più a valle. Il lago è lungo e stretto (la lunghezza del lago è di 11,4 chilometri, mentre è largo solamente 1,8 chilometri) e si sviluppa lungo la direttrice nord-sud. A est possiede un ramo più o meno parallelo e percorso interamente a est dall'autostrada Richardson.
Da novembre a metà giugno il lago è ghiacciato con uno spessore di 1,5 metri di ghiaccio.

## Turismo
In aprile l'area del lago è conosciuta anche per l'annuale "Arctic Man Summit Lake Classic" una corsa sugli sci alla quale partecipano fino a 13.000 visitatori (tempo permettendo).